# 岗纳格玛错
岗纳格玛错是一个位于中国青海省玛多县的湖泊，面积约为30平方千米。